# .hk
.hk este un domeniu de internet de nivel superior, pentru Hong Kong (ccTLD).